# کلودیا کالب
کلودیا کالب (به انگلیسی: Claudia Kolb) (زادهٔ ۱۹ دسامبر ۱۹۴۹) شناگر اهل ایالات متحده آمریکا است.